# 青木栄一 (1930年生の翻訳家)
青木 栄一（あおき えいいち、1930年(昭和5)11月30日 - ）は、日本の翻訳家。

## 経歴
神奈川県横浜市出身。1953年東京教育大学文学部英米文学科卒業、北海道新聞社入社。同編集局、1965年ワシントン支局勤務、1968年論説委員を務めた。
1975年より東京水産大学助教授、同教授、1985年より共立女子大学文芸学部教授を歴任。国際政治・経済、近未来ものなど翻訳多数。

## 翻訳
- 『自伝的中国現代史 2』（ハン・スーイン、宮川毅, 高橋正共訳、春秋社） 1971
- 『世界の遺言 モンローからヒットラーまで』（M・コンシダイン, R・プール、金沢文庫） 1975
- 『世界一の世界』（ノリス&ロス・マクワーター編、北詰洋一共訳、講談社） 1975 - 1976
- 『ビジネス犯罪 うますぎた商談』（ウォール・ストリート・ジャーナル編、大原進共訳、日本経済新聞社） 1976
- 『セブン・シスターズ 不死身の国際石油資本』（アンソニ・サンプソン、大原進共訳、日本経済新聞社） 1976、のち講談社文庫
- 『スーパーウェポン』（ジェームズ・W・キャナン、ダイヤモンドタイム社） 1976
- 『私は前世を見た! 驚異と戦慄の霊魂再生の記録』（ジェフリー・アイバーソン、二見書房、サラ・ブックス） 1977.8
- 『石油王への道 世界一の富豪 J・ポール・ゲティ回顧録』（講談社） 1977.11
- 『大虐殺 アミンの恐るべき素顔』（ヘンリー・キエンバ、二見書房） 1977.9
- 『小説・会社のために』（I・バーマシュ、プレジデント社） 1977.12
- 『小説・選挙参謀』（マルコム・マクドウガル、プレジデント社） 1978.8
- 『第三次世界大戦 1985年8月』（ジヨン・ハケットほか、二見書房） 1978.10、のち講談社文庫
- 『ギネスブック 1979-86』（ノリス・マクワーター編、大出健共訳、講談社） 1978 - 1986
- 『ハイネック博士の未知との遭遇リポート』（J・アレン・ハイネック、二見書房） 1978.2
- 『天国から来たチャンピオン』（レオノーレ・フライシャー、ヘラルド映画文庫） 1979.1
- 『ハーバードのみたニッポン 日本はニューリーダーになれるか?』（バーナード・クリッシャー、グロビュー社） 1979.10
- 『ガラスの重役室』（A・W・ウエスト、日本経済新聞社） 1980.3
- 『ペルシア湾炎上す! 第三次世界大戦・中東篇』（チャールズ・D・テーラー、二見書房） 1980.7、のち改題『空母ニミッツ撃沈せよ』（二見文庫） 1989
- 『大崩壊 ノストラダムスの予言』（講談社） 1980.11
- 『その日アメリカが崩壊する 大暴落の始まった暗黒の木曜日』（トム・シャクトマン、二見書房） 1980.2
- 『ザ・ウォーモンガーズ 第三次大戦は始っている』（ハワード・S・カッツ、ダイヤモンド社） 1981.3
- 『大戦前夜 第三次世界大戦』（シリル・ジョリー、二見書房） 1981.11
- 『デボノ博士の会社を伸ばす発想法』（エドワード・デボノ、講談社） 1981.12
- 『IBM 情報巨人の素顔』（ロバート・ソーベル、ダイヤモンド社） 1982.7
- 『米国議会の実際知識 法律はいかに制定されるか 米国政治情報ファイル』（ウォルター・J・オレセック、日本経済新聞社） 1982.7
- 『デトロイト・マインド アメリカ自動車産業に未来はあるか』（ブロック・イエーツ、ダイヤモンド社） 1984.6
- 『アメリカン・ドリーム アップル・コンピュータを創った男たち! 企業急成長の秘訣』（マイケル・モーリッツ、二見書房） 1985.1
- 『ザ・ジャパニーズ・ビジネス ニッポン商法に学ぶ「成功への軍略」』（マーク・ジンマーマン、二見書房） 1986.3
- 『IBM way わが市場創造の哲学』（バック・ロジャーズ、ダイヤモンド社） 1986.4
- 『経済学殺人事件』（M・ジェヴォンズ、日本経済新聞社） 1986.7、のち文庫
- 『レッド・カメレオン抹殺指令』（チャールズ・ロバートソン、二見文庫） 1987.3
- 『ビッグブルー IBMはいかに市場を制したか』（R・T・デラマーター、日本経済新聞社） 1987.7
- 『赤い原潜を捕捉せよ』（ハワード・レナルズ、二見文庫） 1987.11
- 『IBMマネジメント 世界最強企業の戦略』（デビッド・マーサー、ダイヤモンド社） 1988.6
- 『ヤマニ 石油外交秘録』（ジェフリー・ロビンソン、ダイヤモンド社） 1989.1
- 『サイレント・アーミー 』（シリル・ジョリー、二見文庫） 1989.6
- 『パレスチナの銃弾』（ハワード・カプラン、二見文庫） 1989.8
- 『ソ連原潜キーロフを撃て』（リチャード・ヘンリック、二見文庫） 1989.12
- 『競争力の現実 世界企業戦争の勝者と敗者』（アイラ・マガジナー, マーク・パティンキン、ダイヤモンド社） 1991.2
- 『チップウォー 日米半導体素子戦争 技術巨人の覇権をかけて』（フレッド・ウォーショフスキー、経済界） 1991.1、のち日経ビジネス人文庫
- 『アメリカ市民が見た日本企業 期待される企業市民像』（ダニエル・ボブ、大原進共訳、日本経済新聞社） 1991.4
- 『2020年』（ラルフ・ピーターズ、二見書房） 1992.1、のち改題文庫化『2020年・世界大戦』
- 『モルガン家 金融帝国の盛衰』（ロン・チャーナウ、日本経済新聞社） 1993.7
- 『最終戦争』（エリック・L・ハリー、棚橋志行共訳、二見文庫） 1995.8
- 『未来からの遺書 2200年の祖父から孫娘へ』（W・ウォレン・ウエイジャー、二見書房） 1995.3
- 『お気に入りの猫物語 世界の猫文学10選』（クリーヴランド・エイモリー編、ディーエイチシー） 1995.12
- 『ウォーバーグ ユダヤ財閥の興亡』（ロン・チャーナウ、日本経済新聞社） 1998.11
- 『裸の経済学 経済はこんなに面白い』（チャールズ・ウィーラン、日本経済新聞社） 2003.4
- 『スティーブ・ジョブズの王国 アップルはいかにして世界を変えたか』（マイケル・モーリッツ、プレジデント社） 2010.11